# Dysmachus verticillatus
Dysmachus verticillatus är en tvåvingeart som beskrevs av Becker 1907. Dysmachus verticillatus ingår i släktet Dysmachus och familjen rovflugor. Inga underarter finns listade i Catalogue of Life.